# Boreoheptagyia alpicola
Boreoheptagyia alpicola är en tvåvingeart som beskrevs av Serra-tosio 1989. Boreoheptagyia alpicola ingår i släktet Boreoheptagyia och familjen fjädermyggor.
Artens utbredningsområde är Frankrike. Inga underarter finns listade i Catalogue of Life.